# Cap de l’Albinos
Das Cap de l’Albinos ist ein Kap am nördlichen Ausläufer der Carrel-Insel im Géologie-Archipel vor der Küste des ostantarktischen Adélielands.
Namensgeber ist ein in der hier ansässigen Brutkolonie der Adeliepinguine durch französische Wissenschaftler entdeckter und eingefangener Albino.